# Алиев, Чыныбек Тукешович
Чыныбек Тукешович Алиев — Генерал-майор милиции Кыргызской Республики, за свои служебные заслуги был посмертно награждён медалью «Эрдик» (за мужество).

## Биография
С 1985 года — Оперуполномоченный начальник Аламудунского РОВД.
В 1991 году окончил юридический факультет Кыргызского государственного университета.
С 1994 года — 1-й Заместитель начальника УВД г. Бишкек по оперативной работе, Начальник ГУУР МВД КР.
До 2004 года — Начальник ОВД г. Ош
С начала 2004 года — Начальник Главного управления по борьбе с должностными преступлениями МВД КР.
В 2005 году был посмертно награждён медалью «Эрдик» (с кырг. «За Мужество»)

## Убийство
Убийство Алиева Чыныбека Тукешовича произошло 5 мая 2004 года, прямо в День конституции Кыргызской Республики, в г. Бишкек, на перекрёстке улиц Чапаева и Гагарина. Он ехал на служебном Mercedes, после того, как вышел из кафе «Абшерон», где он был в компании с начальником милиции одного из районов столицы и старших офицеров таможенной службы.
Справа от его машины подъехала BMW (по другим данным, Mercedes белого цвета), из которой было совершено 24 выстрела в его машину из Автомата Калашникова калибра 5.45 мм.
17 выстрелов попали в тело Чыныбека, одна из пуль попала в руку человека, ехавшего на соседнем автобусе.
За один день до произошедшего, Чыныбек сказал своей беременной жене Диларам, что он был близок к тому, чтобы провести особо деликатную операцию. Обычно он никогда не делился секретной информацией со своей семьей, но в этом случае он казался необычайно встревоженным. С чувством неминуемой срочности и опасности Алиев объяснил, что планировал предъявить тогдашнему президенту Аскару Акаеву доказательства того, что шестеро высокопоставленных государственных чиновников вступили в сговор с Рысбеком Акматбаевым — предполагаемым авторитетом в организованной преступности — лично помогая ему избежать ареста.
Похоронен на Ала-Арчинском кладбище.